# Clip art

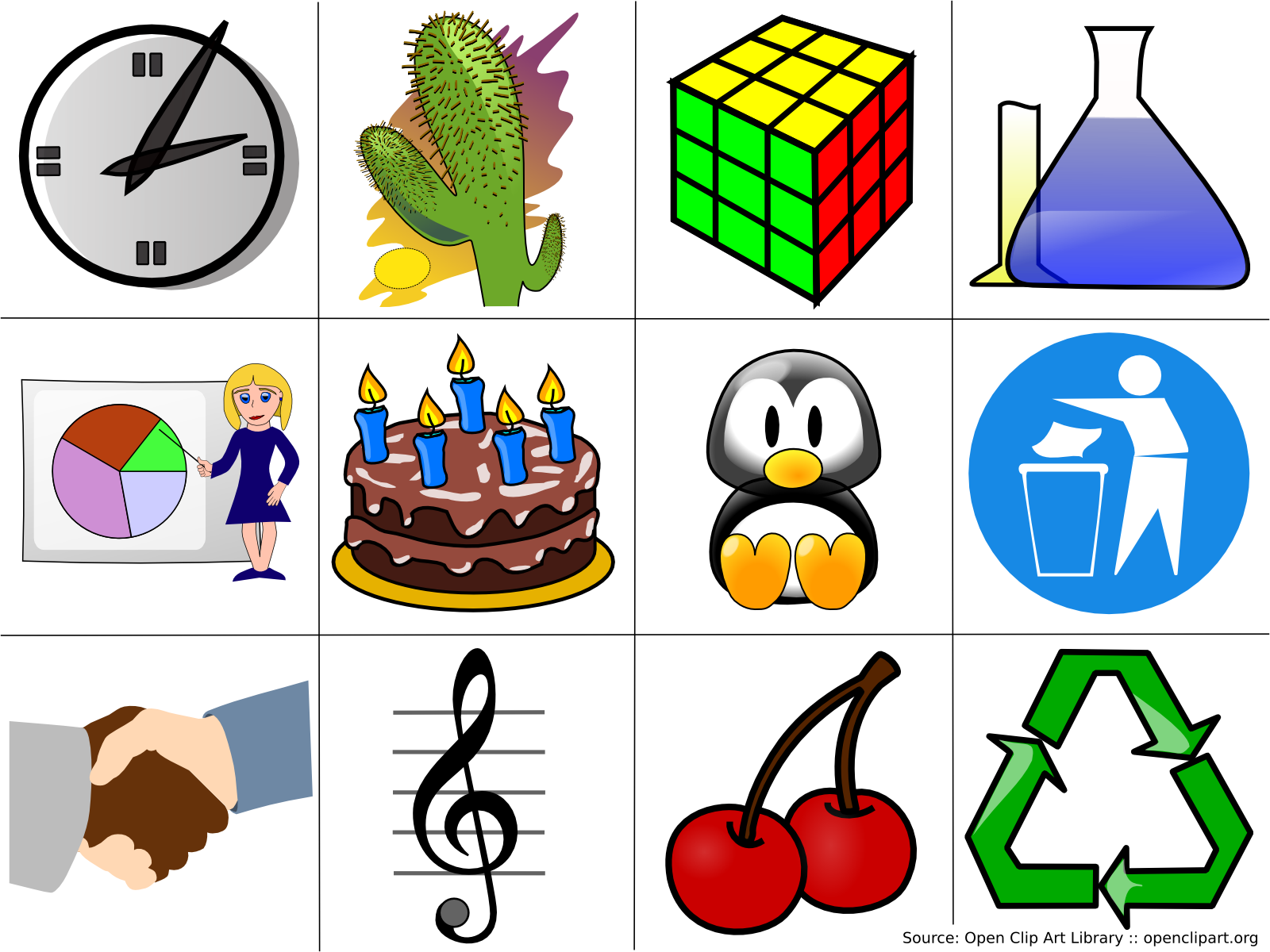
Ejemplos de clip art.

En las artes gráficas, el término clip art, se usa para denominar a cualquier imagen ya elaborada o predefinida, que se utiliza para ilustrar cualquier medio, ya sea una página web, un documento generado por un procesador de texto o un documento PDF. Existen cientos de galerías de clip art, agrupados por categorías. Hoy en día se usan con bastante frecuencia en proyectos comerciales o presentaciones.
Los clip art se pueden encontrar en diversas formas, tanto en formato electrónico como en formato impreso. Inclusive, muchos de los clip art que se crean y distribuyen hoy en día, se encuentran en formato electrónico por las ventajas evidentes que presenta este último, como por ejemplo, multitud de manipulaciones que no son posibles en otro tipo de forma, como la edición, para ser manipulado con un programa de diseño gráfico, la copia, para salvaguardar los archivos de posibles pérdidas, o el envío a través de correo electrónico a otros cooperadores si la imagen es demasiado compleja y el desarrollo de esta se lleva a cabo por varios creadores que se intercambian información.
Los clip art se encuentran en una enorme variedad de formatos, desde los formatos de imágenes de mapas de bits a los de los gráficos vectoriales. Los clip art están compuestos exclusivamente de ilustraciones (creadas a mano o bien mediante el uso de ordenadores) y no incluyen stocks de fotografías.

## Historia
El término clip art tiene su origen en la práctica de cortar imágenes impresas ya existentes para usarlas con posterioridad, en otros proyectos editoriales. Antes de la llegada de los ordenadores a la industria editorial, el clip art se usaba a través de un proceso llamado «pegar arriba» (en inglés «paste up»). Muchas imágenes clip art de esta época eran calificadas como arte de línea. En este proceso, las imágenes clip art eran recortadas a mano para fijarlas, mediante adhesivos, a una tarjeta en una manipulación posterior. Casi todos los editores han reemplazado, desde los años 90, el proceso de «pegar arriba» con la autoedición.
El uso generalizado de los clip art, en formato digital, se produjo inmediatamente después de la introducción, en el mercado, de los ordenadores personales, como el IBM PC en 1981 y el Apple Macintosh en 1984, así como el manejo de los programas de autoedición que se desarrollaron por aquel entonces. Hay entre los expertos la opinión generalizada de atribuir a Apple Computer el mérito del despliegue en el uso de la autoedición entre los usuarios de ordenadores, ya que esta compañía fue la que introdujo, por primera vez, la interfaz gráfica de usuario a nivel comercial, sacando al mercado en el año 1984 el Macintosh y la impresora LaserWriter un año después.
Aldus, desarrollador de software, lanzó el PageMaker en el año 1985. De esta manera se hizo posible la autoedición de calidad profesional en los ordenadores de sobremesa. A partir de 1986 la autoedición genera una gran demanda de trabajos basados en soporte electrónico. Los consumidores empezaron a producir boletines, folletos, anuncios y separatas usando sus propias computadoras. El clip art electrónico aparece y evoluciona rápidamente para satisfacer esa necesidad. En sus comienzos, el clip art electrónico mostraba una gran simplicidad. La mayoría de los diseños estaban formados por líneas simples o imágenes de mapa de bits de tamaño moderado, debido a la falta de sofisticadas herramientas de ilustración digital. Con la introducción del programa MacPaint de Apple Macintosh, se le proporcionó a sus compradores, por primera vez, la posibilidad de editar y usar el clip art de mapas de bits.
Una de las compañías pioneras en el desarrollo de los clip art digitales fue el fabricante T, una compañía de California que tenía sus orígenes en el procesador de textos alternativo WriteNow encargado para el Macintosh por Steve Jobs. En 1984 este fabricante aprovechó la capacidad del Macintosh para crear gráficos de mapas de bits y publicó pequeñas colecciones de venta al por menor, de estas imágenes, bajo la marca «ClickArt». La primera versión de «ClickArt» era una colección mezclada de ideas diseñada para el uso personal. Mike Mathis, Joan Shogren, y Dennis Fregger fueron los ilustradores que crearon la primera colección «seria» de clip art para su uso en empresas y organizaciones comerciales comercializados por T como «Publicaciones de ClickArt».
En 1986, Adobe Systems lanzó el Adobe Illustrator para Macintosh, que permitió por primera vez manipular gráficos vectoriales mediante el uso interactivo de una interfaz gráfica a usuarios de ordenadores personales. Esto provocó que el nivel y la resolución de los diseños se incrementara notablemente. En 1987 el fabricante T publicó las primeras imágenes vectoriales de clip art, a pesar de la falta de familiaridad de los usuarios con las curvas de Bèzier, (requeridas para editar estos gráficos). Sin embargo, los diseñadores gráficos y muchos consumidores se dieron cuenta de las enormes ventajas del uso de las curvas vectoriales en los diseños de clip art. A finales de los 80 y comienzos de los 90, el fabricante T se hizo rápidamente de oro con la idea. En 1994, la compañía T fue comprada por Deluxe Corp y dos años después a Broderbund su principal rival.
A comienzos de 1990 con la rápida difusión en el uso del CD-ROM, algunas compañías de clip art, como publicaciones de Dover, también comenzaron a ofrecer el clip art electrónico.
A mediados de los 90 la industria del clip art puso énfasis en la innovación, y la mercadotecnia se centraba más en la cantidad que en la calidad. Incluso el fabricante T, cuyo éxito se basó en la venta de pequeños paquetes de clip art de buena calidad, de aproximadamente 200 imágenes, empezó a interesarse en el mercado de clip art de gran volumen de imágenes.
En marzo de 1995, T se hizo con la exclusiva editorial de más de 500 000 derechos de autor de imágenes libres que era, al mismo tiempo, una de las bibliotecas de clip art más grandes del mundo. Este contrato de licencia fue transferido posteriormente a Broderbund. Durante este período, algunas compañías que desarrollaban procesadores de textos, incluida Microsoft, empezaron a ofrecer el clip art como una característica adicional de sus productos. En 1996, la versión 6.0 del procesador Word de Microsoft incluía solamente 82 archivos de clip art con extensión WMF como parte de su instalación. Hoy día, como suplemento adicional, Microsoft ofrece unos 140 000 gráficos clip art en su suite ofimática Office.
Otras compañías que desarrollaron esta faceta del arte digital como Nova y Clipart Incorporated también promovieron la comercialización de grandes colecciones de clip art a finales de los 90, incluyendo la serie «Explosión de arte» de Nova, que vendió los clip art en bibliotecas cada vez más grandes llegando, en ocasiones, al millón de imágenes.
Entre 1998 y 2001, las colecciones de clip art del fabricante T se vendieron, todos los años, como consecuencia de algunas de las fusiones y compras más grandes en la industria de software, incluyendo esos de la compañía Learning (en 1998) y Mattel (en 1989). Todos los clip art de T se comercializan actualmente a través de la división de Broderbund de los irlandeses Riverdeep de la compañía.
A comienzos del año 2000, la World Wide Web continúa ganando popularidad como canal de difusión y distribución de software de venta al por menor y algunas compañías, entre las que se incluyen Clipart.com, WeddingClipart.com y GraphicsFactory.com, comienzan a promover la venta de clip art a través de bibliotecas que se pueden hojear online.
Actualmente (febrero de 2007) el clip art se suele vender a través de canales de venta al por menor como colecciones de imágenes, ya sea como imágenes individuales o como suscripciones para bibliotecas enteras, esta última opción permite que un usuario descargue un ilimitado número de imágenes durante el tiempo de suscripción. Es a partir de mediados del año 2000, cuando el mercado de clip art se segmenta en múltiples sectores, atendiendo a características como el tipo de datos, el estilo de arte, el medio de entrega, y el método de mercadotecnia.
En general, los clip art se pueden clasificar en dos clases distintas (soportadas por múltiples formatos de archivo diferentes): mapas de bits e imágenes vectoriales. Los distribuidores de clip art pueden suministrar imágenes de un tipo o de ambos, que se comercializan de dos maneras diferentes:
- Colecciones de clip art clasificadas por clases.
- Zonas de descarga en línea.

Para poder competir entre esta enorme variedad de formatos, estilos y clases, algunos distribuidores de clip art se han visto obligados a producir un gran volumen de imágenes lo que a veces no es posible, o bien, adquirir licencias de colecciones antiguas. El clip art comercializado de este modo es, con bastante frecuencia, menos costoso pero más simple en la estructura y detalle. Las tiras cómicas y los iconos son ejemplos claros de este tipo de comercialización.

## Formatos de fichero

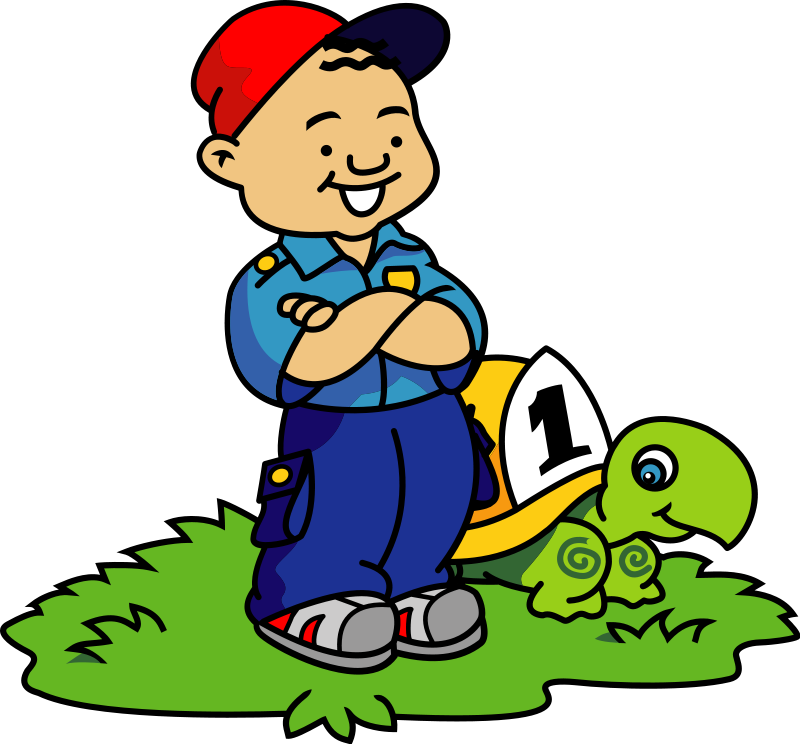
Clip art

Los clip art digitales están disponibles en un amplio abanico de formatos. Es importante, para los usuarios de clip art, comprender las diferencias entre los distintos formatos de ficheros para que puedan usar aquel que sea apropiado para una imagen determinada y conseguir resultados con la resolución y el detalle que necesiten.
Los formatos de fichero de clip art se dividen en dos tipos diferentes: mapas de bits y gráficos vectoriales.
Los formatos de mapas de bit (o imágenes rasterizadas) se usan por lo general para describir imágenes rectangulares confeccionadas sobre una rejilla de píxeles en blanco y negro o de múltiples colores. Las imágenes de mapas de bits están siempre limitadas en calidad por su resolución, que puede fijarse al mismo tiempo que se crea el fichero. Si la imagen no es rectangular la imagen se graba, por defecto, sobre un fondo blanco delimitada por un marco rectangular en el que la imagen se acopla.
Debido a que la resolución de las imágenes de mapas de bits presenta una resolución determinada y fijada por el tamaño de esta, se pueden producir efectos de granulado, dentado o falta de nitidez o definición, por ello no es el formato ideal para su impresión posterior. A este problema hay que añadir que esos mismos efectos se pueden apreciar cuando se escala una imagen de este tipo sobre un monitor de ordenador. Algunos de estos formatos (tales como el formato PICT de Apple) pueden soportar «alpha channels», lo que permite imágenes de mapas de bits y tener fondos transparentes o imágenes que presentan antialiasing.
Las imágenes usadas en páginas web se suelen basar en formatos de mapas de bits como el GIF, JPEG y PNG. El formato GIF es uno de los más simples, por ejemplo, puede soportar solamente 256 colores por imagen. Como contrapartida presentan la ventaja de ser archivos de tamaño extremadamente pequeño. Otros formatos muy usados son el BMP (Windows bitmap), TGA y el TIFF. Muchos clip art son suministrados a baja resolución, los formatos bitmap, presentan la desventaja de que no se pueden escalar, no permiten fondos transparentes o buenas impresiones. Sin embargo son ideales para fotos, sobre todo cuando se combinan con algoritmos de comprensión con pérdida tales como los ficheros JPEG.
En contraste con el formato o imagen de bit, los formatos de archivo vectoriales gráficos usan el modelado geométrico para describir una imagen como una serie de puntos, líneas, curvas y polígonos. Como la imagen se describe usando datos geométricos en lugar de píxeles fijos, esta se puede escalar a cualquier tamaño manteniendo una resolución independiente de sus dimensiones. Esto significa que la imagen se puede imprimir a la más alta resolución que soporte la impresora. El resultado es una imagen muy definida y clara. Los formatos vectoriales son muy buenos en resolución y fácil de editar en comparación con los formatos de mapas de bits, pero no están tan, ampliamente, soportados por software y no están tan bien disponibles para almacenar imágenes tales como una fotografía escaneada.
Antes de comienzos del 2000, las herramientas de ilustración vectorial podían producir prácticamente las mismas ilustraciones que los mapas de bits con las ventajas de los formatos de archivo vectorial. El más corriente de los formatos de ficheros vectoriales es el EPS (Encapsulated PostScrip) de Adobe. Microsoft tiene un mucho más simple. Un formato de ficheros mucho menos sofisticado llamado WMF (Windows Metafile). El Consorcio World Wide Web (W3C) ha desarrollado un nuevo formato vectorial llamado SVG y que se basa en XML que puede ser soportado por la mayoría de los nuevos navegadores web. Por ejemplo, Firefox y Opera soportan este formato. Para aquellos usuarios con experiencia o interés en el trabajo de edición, trabajar con formatos de ficheros vectoriales es lo mejor, ya que los clip art vectoriales son las imágenes más flexibles y de más alta calidad.

## Ejemplos de iconos realizados mediante Nuvola

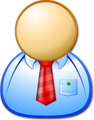
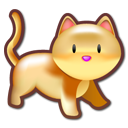
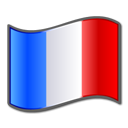
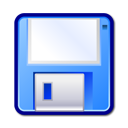
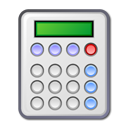
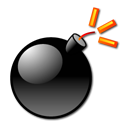
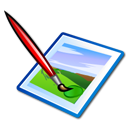
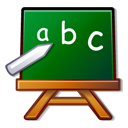
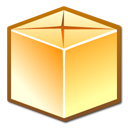
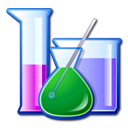
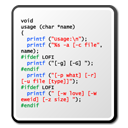
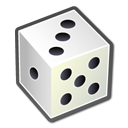
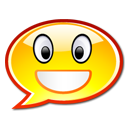
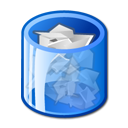
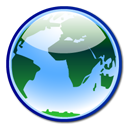
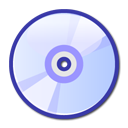
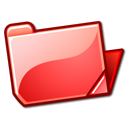
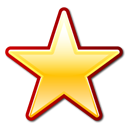
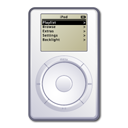
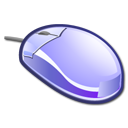
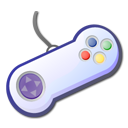
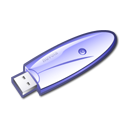
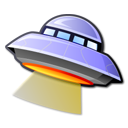
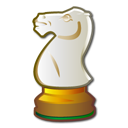
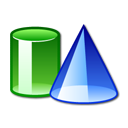
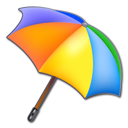
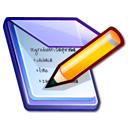
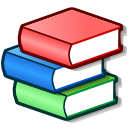
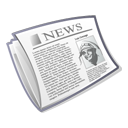